# Сторожівський заказник
Сторожівський заказник — лісовий заказник місцевого значення в Україні. Розташований на території Звягельського району Житомирської області. 
Площа — 0,4 га, статус отриманий у 1991 році. Перебуває у віданні ДП «Городницьке ЛГ» (Надслучанське лісництво, кв. 55, вид. 8). 
Цінні насадження модрини.